# گوش موشان
گوشِ موشان یا «فراموشم مکن آبزی» (نام علمی: Myosotis scorpioides) نام یک نوع بوته زینتی با گل‌های کوچک و سفید آبی رنگ، گیاهی همیشه سبز و عاشق رطوبت بوده و دارای دوران گلدهی طولانی در فصل تابستان است. گل‌های آبی کم رنگ و ریز و کوچک این گیاه دارای یک نقطه یا چشم نارنجی زرد رنگ در مرکز هستند. برگ‌های قاشقی شکل این بوته زینتی در جوانی دارای کرک‌های ظریفی هستند. این گیاه اغلب به عنوان یک گیاه آبزی حاشیه‌ای یا کناره‌ای شناخته می‌شود. تکثیر و ازدیاد آن ها توسط قلمه‌های نیمه‌رسیده ته‌دار یا پاشنه‌دار برگرفته شده در بهار یا کاشت بذر در ابتدای تابستان در هوای آزاد یا تقسیم ریشه گونه‌های چند ساله در بهار انجام می‌شود.